# 김홍빈 (산악인)
김홍빈(金洪彬, 1964년 11월 20일 ~ 2021년 7월 19일)은 대한민국의 산악인, 스키인이다.
1991년 데날리산 등반 도중 심한 동상으로 손가락을 모두 잃었지만, 등산을 포기하지 않고 계속하면서 스키로도 진출하여 패럴림픽에 참여했다. 이후 장애인 최초로 7대륙 최고봉과 8000미터 봉우리 히말라야 14좌를 완등하였다. 그러나 2021년 7월 19일 마지막 8,000m 봉우리인 히말라야 브로드피크 등정 도중 정상을 오른 후 하산하는 과정에서 실종됐으며, 시신이 수습되지 못한 채로 산악인으로서 산에서 영면하였다.

## 주요 경력
- 2018년: 네팔 안나푸르나(8,091m) 등정
- 2017년: 전라남도교육청 전남교육 명예대사
- 2017년: 파키스탄 낭가파르밧(8,125m) 등정
- 2017년: 네팔 로체(8516m) 등정
- 2016년: 파키스탄 낭가파르밧(8,125m) 등반
- 2015년: 광주광역시 빛고을 홍보대사